# حالة الحوطة (المهرة)

تعديل مصدري - تعديل

حالة الحوطة هي إحدى قرى مديرية المسيلة التابعة لمحافظة المهرة، بلغ تعداد سكانها 10 نسمة حسب تعداد اليمن لعام 2004.